# Cáceres EC
Cáceres EC is een Braziliaanse voetbalclub uit Cáceres in de staat Mato Grosso. 

## Geschiedenis
De club werd opgericht op 10 januari 1977. De club speelde verschillende seizoenen in het Campeonato Mato-Grossense. Tijdens het seizoen 2001 moest de club zich terugtrekken wegens financiële problemen uit de hoogste klasse. 